# Gimhae International Airport
Gimhae International Airport (tidigare skrivet Kimhae International Airport) (IATA: PUS, ICAO: RKPK) är en internationell flygplats i Busan, Sydkorea. Flygplatsen öppnade 1976. Flygplatsen är hub för Air Busan.